# Comuna Dănești, Harghita
Dănești (în maghiară: Csíkdánfalva) este o comună în județul Harghita, Transilvania, România, formată numai din satul de reședință cu același nume.

## Demografie
Componența etnică a comunei Dănești
     Maghiari (96,63%)
     Alte etnii (1,25%)
     Necunoscută (2,12%)
Componența confesională a comunei Dănești
     Romano-catolici (95,14%)
     Alte religii (2,21%)
     Necunoscută (2,65%)
Conform recensământului efectuat în 2021, populația comunei Dănești se ridică la 2.079 de locuitori, în scădere față de recensământul anterior din 2011, când fuseseră înregistrați 2.292 de locuitori. Majoritatea locuitorilor sunt maghiari (96,63%), iar pentru 2,12% nu se cunoaște apartenența etnică. Din punct de vedere confesional, majoritatea locuitorilor sunt romano-catolici (95,14%), iar pentru 2,65% nu se cunoaște apartenența confesională.

## Politică și administrație
Comuna Dănești este administrată de un primar și un consiliu local compus din 11 consilieri. Primarul, Csongor-Ernő Bőjte[*], de la Uniunea Democrată Maghiară din România, este în funcție din 2012. Începând cu alegerile locale din 2024, consiliul local are următoarea componență pe partide politice:
|  | Partid                                 | Consilieri | Componența Consiliului | Componența Consiliului | Componența Consiliului | Componența Consiliului | Componența Consiliului | Componența Consiliului | Componența Consiliului | Componența Consiliului | Componența Consiliului | Componența Consiliului | Componența Consiliului |
|  | -------------------------------------- | ---------- | ---------------------- | ---------------------- | ---------------------- | ---------------------- | ---------------------- | ---------------------- | ---------------------- | ---------------------- | ---------------------- | ---------------------- | ---------------------- |
|  | Uniunea Democrată Maghiară din România | 11         |                        |                        |                        |                        |                        |                        |                        |                        |                        |                        |                        |

## Personalități născute aici
- Ludovic Gall (1900 - 1944), atlet.